# Juno Awards 2013
Die Juno Awards of 2013 wurden am 20. und 21. April in Regina, Saskatchewan vergeben. Moderator der von CTV  übertragenen Hauptveranstaltung im Brandt Centre war Michael Bublé. Neben Regina fanden einige Veranstaltungen auch in Moose Jaw statt.

## Veranstaltungen
Das Benefiz-Eishockey-Spiel Juno Cup fand im Mosaic Place in Moose Jaw statt. Die meisten Awards wurden bei einem Galadinner am 20. April im Credit Union Eventplex verliehen.

### Hauptveranstaltung
Die Hauptveranstaltung fand am 21. April im Brandt Center statt. Unter anderem traten folgende Künstler auf:
- Billy Talent mit Serena Ryder
- Michael Bublé
- Classified mit David Myles
- Hannah Georgas
- Carly Rae Jepsen
- k.d. lang
- Marianas Trench
- Metric
- Serena Ryder
- The Sheepdogs
- The Tenors

## Gewinner und Nominierte
Die Nominierungen wurden am 19. Februar 2013 verkündet. Musikjournalist Larry Leblanc gewann den Walt Grealis Special Achievement Award. In die Canadian Music Hall of Fame wurde k.d. lang aufgenommen. Tom Cochrane gewann den Allan Waters Humanitarian Award.

### Personen
| Artist of the Year | Group of the Year |
| --- | --- |
| Leonard Cohen - Justin Bieber - Deadmau5 - Carly Rae Jepsen - Johnny Reid | Marianas Trench - Billy Talent - Metric - Rush - The Sheepdogs |
| Breakthrough Artist of the Year | Breakthrough Group of the Year |
| The Weeknd - Cold Specks - Shawn Hook - Grimes - Kira Isabella | Monster Truck - Hey Ocean! - The Pack A.D. - Walk Off the Earth - Yukon Blonde |
| Fan Choice Award | Songwriter of the Year |
| Justin Bieber - Michael Bublé - Leonard Cohen - Céline Dion - Drake - Hedley - Carly Rae Jepsen - Marianas Trench - Metric - Nickelback | Leonard Cohen – Amen, Going Home und Show Me the Place aus Old Ideas - Arkells – Michigan Left, On Paper, Whistleblower aus Michigan Left - Kathleen Edwards – A Soft Place to Land, Chameleon/Comedian und Change the Sheets aus Voyageur - Hannah Georgas – Enemies, Robotic und Somebody aus Hannah Georgas - Afie Jurvanen – Be My Witness, Caught Me Thinkin, and Lost in the Light aus Barchords von Bahamas |
| Producer of the Year | Recording Engineer of the Year |
| James Shaw – Youth Without Youth und Breathing Underwater aus Synthetica von Metric - Gavin Brown – At Transformation und About this Map aus Now for Plan A von The Tragically Hip - Kevin Churko – Blood und Adrenalize aus Blood von In This Moment - Bob Ezrin – Forever Young aus Lead with Your Heart von The Tenors - Josh Ramsay – Call Me Maybe aus Kiss von Carly Rae Jepsen; Fallout aus Ever After von Marianas Trench | Kevin Churko – Blood aus Blood von In This Moment; Coming Down aus American Capitalist von Five Finger Death Punch - Joby Baker – Suspiro en Falsete und Ruido en el Sistema aus Ruido en el sistema von Alex Cuba - Mike Plotnikoff – Start of Something Good aus Break the Spell von Daughtry; Breaking Your Heart aus Stronger von Kelly Clarkson - Eric Ratz – Albatross aus Albatross von Big Wreck; Surprise Surprise aus Dead Silence von Billy Talent - Randy Staub When We Stand Together aus Here and Now von Nickelback; What You Want aus Evanescence von Evanescence |

### Albums
| Album of the Year | Aboriginal Album of the Year |
| --- | --- |
| Carly Rae Jepsen, Kiss - Justin Bieber, Believe - Céline Dion, Sans attendre - Hedley, Storms - Marianas Trench, Ever After | Crystal Shawanda, Just Like You - Don Amero, Heart on My Sleeve - Burnt Project 1, The Black List - Janet Panic, Samples - Donny Parenteau, Bring It On                                                                                 |
| Adult Alternative Album of the Year | Adult Contemporary Album of the Year |
| Serena Ryder, Harmony - Bahamas, Barchords - The Barr Brothers, The Barr Brothers - Kathleen Edwards, Voyageur - Royal Wood, We Were Born to Glory | The Tenors, Lead With Your Heart - Barlow, Burning Days - Adam Cohen, Like a Man - Céline Dion, Sans attendre - Raylene Rankin, All the Diamonds                                                                                        |
| Alternative Album of the Year | Blues Album of the Year |
| Metric, Synthetica - Hannah Georgas, Hannah Georgas - Japandroids, Celebration Rock - Said the Whale, Little Mountain - Stars, The North | Steve Strongman, A Natural Fact - Steve Hill, Solo Recordings Volume One - Colin James, Fifteen - Jack de Keyzer, Electric Love - Shakura S'Aida, Time                                                                                  |
| Children’s Album of the Year | Classical Album of the Year – Solo or Chamber Ensemble |
| Emilie Mover, The Stella and Sam Album, ft. Emilie Mover - Helen Austin, Always Be a Unicorn - Jennifer Gasoi, Throw a Penny in the Wishing Well - Henri Godon, Chansons pour toutes sorts d’enfants - Marlowe & the MiX, One Dancefloor                                      | Amici Chamber Ensemble, Levant - Canadian Brass, Canadian Brass Takes Flight - James Ehnes, Bartók: Works for Violin and Piano, Vol. 1 - Angela Hewitt, Debussy: Solo Piano Music - Triple Forte, Ravel, Shostakovich, Ives: Piano Trio |
| Classical Album of the Year – Large Ensemble or Soloist(s) with Large Ensemble Accompaniment | Classical Album of the Year – Vocal or Choral Performance |
| James Ehnes, Tchaikovsky: Violin Concerto - Jan Lisiecki, Mozart: Piano Concertos Nos. 20 & 21 - Antonio Peruch/Edmonton Symphony Orchestra, Logos Futura - Tafelmusik Baroque Orchestra, The Galileo Project - Bramwell Tovey/Vancouver Symphony Orchestra, Fugitive Colours | Karina Gauvin, Prima Donna - Elora Festival Singers, I Saw Eternity - Gerald Finley, Schumann: Liederkreis - Marie-Nicole Lemieux, Opera Arias - Tafelmusik Baroque Orchestra and Chamber Choir, Handel Messiah                         |
| Contemporary Christian/Gospel Album of the Year | Country Album of the Year |
| The City Harmonic, I Have a Dream (It Feels Like Home) - Colin Bernard, Hold On - Manafest, Fighter - Newworldson, Rebel Transmission - Thousand Foot Krutch, The End Is Where We Begin                                                                                       | Johnny Reid, Fire It Up - Dean Brody, Dirt - Chad Brownlee, Love Me or Leave Me - Emerson Drive, Roll - Dallas Smith, Jumped Right In                                                                                                   |
| Electronic Album of the Year | Francophone Album of the Year |
| Grimes, Visions - Crystal Castles, (III) - Daphni, Jiaolong - Purity Ring, Shrines - Trust, TRST | Louis-Jean Cormier, Le treizième étage - Amylie, Le Royaume - Marie-Pierre Arthur, Aux alentours - Avec pas d'casque, Astronomie - Lisa Leblanc, Lisa Leblanc                                                                           |
| Instrumental Album of the Year | International Album of the Year |
| Pugs and Crows, Fantastic Pictures - Five Alarm Funk, Rock the Sky - Ian McDougall, The Very Thought of You - Ratchet Orchestra, Hemlock - Hugh Sicotte/Jon Ballantyne, Twenty Accident Free Work Days                                                                        | Mumford & Sons, Babel - Maroon 5, Overexposed - One Direction, Up All Night - Rod Stewart, Merry Christmas, Baby - Taylor Swift, Red |
| Contemporary Jazz Album of the Year | Traditional Jazz Album of the Year |
| Joel Miller, Swim - Alex Goodman Quintet, Bridges - Allison Au Quartet, The Sky Was Pale Blue, Then Grey - François Houle 5+1, Genera - Rafael Zaldivar, Drawing | Mike Murley, Ed Bickert and Steve Wallace, Test of Time - Shirantha Beddage, Identity - Brian Dickinson Quartet, Other Places - Cory Weeds Quartet, Up a Step - Dave Young/Terry Promane Octet, Volume One                              |
| Vocal Jazz Album of the Year | Metal/Hard Music Album of the Year |
| Emilie-Claire Barlow, Seule ce soir - Diana Krall, Glad Rag Doll - Diana Panton, Christmas Kiss - Elizabeth Shepherd, Rewind - Carol Welsman, Journey | Woods of Ypres, Woods 5: Grey Skies & Electric Light - Cancer Bats, Dead Set on Living - Castle, Blacklands - Devin Townsend Project, Epicloud - Ex Deo, Caligvla                                                                       |
| Pop Album of the Year | Rock Album of the Year |
| Carly Rae Jepsen, Kiss - Justin Bieber, Believe - Victoria Duffield, Shut Up and Dance - Nelly Furtado, The Spirit Indestructible - Kristina Maria, Tell the World | Rush, Clockwork Angels - Big Wreck, Albatross - Billy Talent, Dead Silence - The Sheepdogs, The Sheepdogs - The Tragically Hip, Now for Plan A                                                                                          |
| Roots & Traditional Album of the Year – Solo | Roots & Traditional Album of the Year – Group |
| Rose Cousins, We Have Made a Spark - Annabelle Chvostek, Rise - Amelia Curran, Spectators - Corb Lund, Cabin Fever - Old Man Luedecke, Tender Is the Night | Elliott Brood, Days Into Years - Great Lake Swimmers, New Wild Everywhere - The Strumbellas, My Father and the Hunter - Le Vent du Nord, Tromper le temps - The Wooden Sky, Every Child a Daughter, Every Moon a Sun                    |
| World Music Album of the Year | |
| Lorraine Klaasen, Tribute to Miriam Makeba - Alex Cuba, Ruido en el Sistema - Jaffa Road, Where the Light Gets In - Danny Michel, Black Birds Are Dancing Over Me - The Souljazz Orchestra, Solidarity                                                                        | |

### Lieder und Aufnahmen
| Single of the Year | Classical Composition of the Year |
| --- | --- |
| Carly Rae Jepsen, Call Me Maybe - Billy Talent, Viking Death March - Hedley, Kiss You Inside Out - Serena Ryder, Stompa - The Sheepdogs, The Way It Is            | Vivian Fung, Violin Concerto - Denis Gougeon, Mutation - Alexina Louie, Echoes of Time - R. Murray Schafer, Trio for Violin, Viola and Cello - Howard Shore, The Lord of the Rings Symphony: Six Movements for Orchestra & Chorus |
| Dance Recording of the Year | R&B/Soul Recording of the Year |
| Anjulie, You and I - Felix Cartal, Don’t Turn on the Lights - Vita Chambers, Fix You - André, We Dance - Dragonette, Bodyparts                                    | The Weeknd, Trilogy - Jully Black, Fugitive - Shawn Desman, Nobody Does It Like You - Melanie Fiona, Change the Record - Kreesha Turner, Tropic Electric                                                                          |
| Rap Recording of the Year | Reggae Recording of the Year |
| Classified, Inner Ninja (featuring David Myles) - JD Era, No Handouts - Rich Kidd/SonReal, The Closers - Madchild, Dope Sick - Maestro Fresh Wes, Black Tuxedo EP | Exco Levi, Storms of Life - Ammoye, Radio - Melanie Durrant, Made for Love - Makeshift Innocence, Yours to Keep - Elaine Lil'Bit Shepherd, Move Ya’                                                                               |

### Weitere
| Music DVD of the Year | Recording Package of the Year |
| --- | --- |
| Bobcaygeon – Andy Keen, Bernie Breen, Patrick Sambrook, Shawn Marino, The Tragically Hip - Better Off – Ben Knechtel, Ten Second Epic - The Orchestrion Project: Pat Metheny – Pierre Lamoureux, François Lamoureux, Pat Metheny - Joe Bonamassa Live from New York: Beacon Theatre – Scot McFadyen, Roy Weisman, Kevin Shirley, Joe Bonamassa - KAESHAMMERLIVE! – Tim Martin, W. Tom Berry, Michael Kaeshammer | Synthetica – Metric: Justin Broadbent (art director/designer/photographer) - Little Mountain – Said the Whale: Andy Dixon (art director/designer/photographer), Johnathan Taggart (photographer) - À l’aube du printemps – Mes Aïeux: Marianne Chevalier and Atelier Tricorne (art directors/designers/photographers) - Le Québec est mort, Vive le Québec! – Loco Locass:Mathieu Houde (art director), Philippe Allard (designer/photographer), Marie-Pier Daigle (designer) - Now for Plan A – The Tragically Hip: Susan Michalek and Simon Paul (art directors/designers), Andrew B. Myers (photographer) |
| Video of the Year | |
| HYFR – Drake: Director X - Testify – Alan Doyle: Margaret Malandruccolo - Fire It Up – Johnny Reid: Margaret Malandruccolo - Little Boxes – Walk Off the Earth: Sean Wainsteim - Little Talks – Of Monsters and Men: WeWereMonkeys | |

## Album
Warner Music Canada veröffentlichte am 19. März 2013 eine Kompilation mit Liedern von den Nominierten des Jahres. Das Album war eine Benefiz-Aktion zu Gunsten von MusiCounts.
| 1.  | Call Me Maybe                | Carly Rae Jepsen           |
| 2.  | Boyfriend                    | Justin Bieber              |
| 3.  | Kiss You Inside Out          | Hedley                     |
| 4.  | Desperate Measures           | Marianas Trench            |
| 5.  | Breathing Underwater         | Metric                     |
| 6.  | Surprise Surprise            | Billy Talent               |
| 7.  | Feeling Good                 | The Sheepdogs              |
| 8.  | Shut Up and Dance            | Victoria Duffield          |
| 9.  | The Veldt                    | deadmau5 (mit Chris James) |
| 10. | Dedicated To You             | Johnny Reid                |
| 11. | Stompa                       | Serena Ryder               |
| 12. | Albatross                    | Big Wreck                  |
| 13. | Headlong Flight              | Rush                       |
| 14. | Darkness                     | Leonard Cohen              |
| 15. | Parler à mon père            | Celine Dion                |
| 16. | Somebody That I Used to Know | Walk Off the Earth         |
| 17. | Big Blue Wave                | Hey Ocean!                 |